# Thousand Foot Krutch
Thousand Foot Krutch o TFK es una banda canadiense de rock cristiano. Sus miembros son: Trevor McNevan, Joel Bruyere y Steve Augustine. También tienen un proyecto aparte, llamado FM Static.

## Historia

### Inicios yShutterbug(1995-1996)
Trevor McNevan fundó la banda en Peterborough (Ontario), una ciudad al noreste de Toronto, donde fue a la escuela secundaria. Joel Bruyere, nacido en Brantford (Ontario), era amigo de la infancia de McNevan, quien se había ido del lugar pero seguía en contacto con él. El baterista Steve Augustine es de Hamilton (Ontario). La primera banda de McNevan fue Oddball, que incluyó a Dave Smith en la guitarra, Tim Baxter en el bajo y al buen amigo de McNevan, Neil Sanderson (baterista de Three Days Grace), en la batería. Oddball registró solo un álbum, Shutterbug, lanzado en 1995. El disco tuvo 27 canciones, que incluían rap y hip-hop. McNevan lo grabó en el estudio de Barry Haggarty, en Peterborough. Trabajó en McDonald's y otros lugares para pagar la grabación. La canción “Lift It” apareció por primera vez aquí y fue regrabada para el primer lanzamiento de Thousand Foot Krutch, y apareció de nuevo en Set It Off.

### That’s What People Do'
That’s What People Do se escribió el mismo año en el que McNevan formó la banda. Fue lanzado de forma independiente en 1998 y se vendieron más de 5000 copias. TFK subió la escalera de la fama local en todo Ontario y en el extranjero. En 1999 la revista 7 Ball los eligió como una de las mejores 25 bandas de Norteamérica. También fueron elegidos "Mejor Grabación Indie" y a McNevan se le otorga el premio "Vocalista del Año" por los lectores de la revista The Wire. Luego se les otorga el premio "Banda del Año" en los 2000 Wire Awards. Además, fueron votados como la banda número 1 del milenio en 100.3 FM en Barrie (Ontario).

### Set It Off
Set It Off fue lanzado el 14 de noviembre de 2000. Fue el primer lanzamiento con el sello independiente del grupo. El sonido del álbum fue distinta al hip-hop, y la banda ganó notoriedad a través de la autopromoción y el boca a boca. La banda estuvo de gira a través de Norteamérica y obtuvo mucha atención con la venta de 85 000 copias de su camioneta. TFK participó en tours con bandas como Finger Eleven, Econoline Crush, Treble Charger, entre otros. Three Days Grace era una banda de covers en ese momento, por lo que sirvió de apoyo a TFK. McNevan ayudó con grabaciones del álbum demo de Three Days Grace. Alrededor de esta época, Dave Smith deja la banda, convirtiendo a McNevan en el único miembro original. Smith fue reemplazado por Myke Harrison, quien se separó aproximadamente un año más tarde. Después de la salida de Smith, McNevan comenzó a escribir todas las líneas de guitarra, y la banda ha utilizado un guitarrista en vivo en lugar de reemplazarlo oficialmente.
Una versión de la canción "Unbelievable" hecha por EMF apareció en la banda sonora de la película "Just Wright" (2012).

### Phenomenon(2003-2004)
En 2003, la banda firmó con Tooth & Nail Records después de una larga consideración y lanzó su aclamado CD, Phenomenon. Aunque el sonido no fue el mismo de Set it Off, el álbum se basó en las voces rítmicas de McNevan. Fue bien recibido y dio lugar a 4 sencillos de radio, incluyendo Rawkfist. El CD vendió 2000000 unidades, por lo que es uno de los álbumes más vendidos de la historia de Tooth & Nail. El éxito continuó con la reedición de Set it Off en 2004, añadiendo 6 canciones.
En esa época, McNevan y Augustine comenzaron una nueva banda llamada FM Static, que puede clasificarse como pop-punk o pop-rock y por lo general es mucho más alegre.

### The Art of Breaking
El 19 de julio de 2005, la banda lanzó su tercer álbum de larga duración titulado The Art of Breaking, producido por Arnold Lanni. Este disco hace casi una ruptura total del sonido un metal de Phenomenon, centrándose más en elementos pesados. También es el primero en incorporar solos de guitarra cortos. El disco fue bien recibido por los fanes, pero algunos criticaron el cambio de estilo. El sencillo Move alcanzó el puesto 16 en el Billboard Mainstream Rock a principios de 2006.

### The Flame in All of Us
Después de trabajar con el productor Ken Adrews, lanzaron The Flame in All of Us el 18 de septiembre de 2007, con el paso a un sonido de rock más convencional. Él álbum incluye los sencillos "Falls Apart", "What do we Know?", "Favorite Disease" y "The Flame in All of Us".
En 2006, McNevan se involucró con TobyMac y le ayudó a escribir la canción "Ignition" que se encuentra en Portable Sounds. Debido a esto, la banda fue parte de la gira de TobyMac. La gira fue un éxito, y TobyMac les pidió que hicieran la gira de otoño también.
La próxima gira fue en 2008, con Skillet y Decyfer Down. TFK fue elegido para encabezar la gira de otros tres conciertos, pero se negó.

### Welcome to the Masquerade
El siguiente álbum de Thousand Foot Krutch, Welcome to the Masquerade, se anunció por primera vez a principios de 2009. En abril, McNevan apareció en un chat con los fanes a través de TFKTV, donde reveló varios hechos sobre el registro. La banda se reunió con Aaron Sprinkle para coproducir el álbum con Matt Carter y Randy Staub. La canción "Fire It Up" apareció en videojuegos como Ea Sports NHL 10 y algunos otros. También apareció en el tráiler de la película G.I. Joe: Rise of Cobra. El disco fue lanzado el 8 de septiembre de 2009 y alcanzó el puesto n.º 35 en el Billboard 200.
En el verano de 2009, McNevan fue operado de urgencia en su apéndice, causando la cancelación del festival Creation West. Después de su recuperación, la banda apareció en muchos otros festivales, incluyendo su debut en Soulfest.
El 8 se septiembre de 2009, tres álbumes de TFK, Phenomenon, The Art of Breaking y The Flame in All of Us fueron relanzados como un conjunto de tres CD llamados Deja Vu: The Thousand Foot Krutch Anthology. En un video publicado de un concierto de la banda se pudo ver a Ty Dietzler, quien reemplazó a Nick Baumhardt como el guitarrista de la gira.
En la primera semana de abril de 2010, "Fire It Up" fue lanzado como descarga en RockBand 2. El 11 de mayo de 2010, McNevan anunció en su página personal de Facebook que se tenía previsto hacer un DVD en vivo y que se grabaría el 28 de mayo.
El 2 de marzo de 2011 Ty Dietzler anunció a través de su página web que se retiraría de la banda a finales de mes. El 30 de marzo de 2011, la banda anunció que Dietzler permanecería con la banda y canceló la búsqueda de un reemplazo.
El 7 de junio la banda lanzó el álbum/DVD en vivo Live at the Masquerade, grabado en directo frente a un público de 18000 personas.

### The End Is Where We Begin (2011-2013)
En Soulfest 2011, Thousand Foot Krutch anunció que empezarían a grabar su nuevo álbum el 8 de agosto. El álbum fue lanzado el 17 de abril de 2012. McNevan anunció el título en su cuenta de Twitter. El 29 de noviembre de 2011 anunciaron que saldrían de Toth & Nail Records para lanzar su álbum de forma independiente. La canción "War of Change" se puso a disposición para su descarga gratuita a principios de diciembre.
El álbum debutó n.° 5 en iTunes en Estados Unidos, y n.° 1 en Canadá. "War of Change" fue el tema de la canción de la edición de la WWE Over the Limit.
El 15 de octubre de 2013, TFK lanzó Made In Canadá: The 1998-2010 Collection, incluyendo dos nuevas canciones: "Searchlight" y "Complicate You".

### OXYGEN: INHALE y OXYGEN: EXHALE (2014-presente)
El 27 de marzo de 2014, la banda anunció que grabarían el nuevo álbum el 21 de abril. En una entrevista en el Rock on the Range, McNevan declaró que el álbum sería lanzado el 26 de agosto de 2014. La banda inició una campaña para recaudar fondos para el álbum en mayo. El primer sencillo, "Born This Way", fue lanzado el 22 de julio. El segundo sencillo "Untraveled Road" fe lanzado el 6 de agosto en Youtube. El 19 de agosto, el álbum completo fue lanzado en iTunes First Play.
El 11 de diciembre de 2015 lanzaron el sencillo "Born Again" y El 1 de febrero de lanzaron el sencillo "Incomplete" ambos adelantos de su nuevo álbum: Exhale.
En 2023, la banda anunció su regreso de una pausa y su primer proyecto nuevo desde 2017, que será una nueva versión regrabada de su álbum de 2012 The End Is Where We Begin titulado "The End Is Where We Begin: Reignited" mientras colabora con varios de sus compañeros musicales, lanzando el sencillo "War Of Change" con Adelitas Way en julio de 2023,  "Down" con New Medicine en agosto de 2023, "So Far Gone" con Art of Dying en octubre de 2023 y "I Get Wicked" con Red en marzo de 2024, "Be Somebody" con Citizen Soldier en abril de 2024. [46][47]</ref>

## Miembros
- Steve Augustine - baterista
- Trevor McNevan - vocalista, guitarrista
- Joel Bruyere - bajista

## Datos
El primer álbum de TFK, That's What People Do, salió a la venta independientemente en 1998. La banda hizo un impacto en el rock con su siguiente disco, Set It Off, en el 2000. El sonido del álbum fue distinto en su hip-hop pesado influenciado en el rap nu metal, y a través de unas cuantas canciones del disco como Puppet y Supafly impactó en las radios seculares y cristianas.
"War of Change" es el tema oficial del PPV de la WWE Over The Limit del año 2012.

## Discografía
- 1997: That's What People Do
- 2001: Set It Off
- 2003: 'Phenomenom'
- 2005: The Art of Breaking
- 2007: The Flame in All of Us
- 2009: Welcome to the Masquerade
- 2012: The End Is Where We Begin
- 2014: OXYGEN: INHALE
- 2016: Exhale

## Premios y reconocimientos
Gospel Music Association Canada Covenant Awards
- 2005 Artist of the Year
- 2005 Group of the Year
- 2005 Modern Rock Album of the Year: The Art of Breaking
- 2006 Video of the Year: Move
- 2008 nominado, Group of the Year
- 2008 nominado Hard Music Album of the Year: The Flame In All of Us
- 2008 nominado, Hard Music Song of the Year: "Falls Apart"
- 2010 Rock Album of the Year: Welcome To The Masquerade
- 2010 Rock Song of the Year: "Forward Motion"
- 2010 Hard Music Song of the Year: "Bring Me to Life"

GMA Dove Awards
- 2010 nominado, Rock Album of the Year: Welcome to the Masquerade
- 2010 nominado, Rock Song of the Year: "Bring Me To Life"

Juno Awards
- 2005 nominee, Contemporary Christian/Gospel Album of the year: Phenomenon
- 2006 nominee, Contemporary Christian/Gospel Album of the year: The Art of Breaking
- 2008 nominee, Contemporary Christian/Gospel Album of the year, The Flame in All of Us
- 2010 nominee, Contemporary Christian/Gospel Album of the year: Welcome to the Masquerade

Shai Awards (formerly The Vibe Awards)
- 2004 Hard Music Album of the Year: Phenomenon

otros
- TFK ganó Taco Bell "Feed The Beat" en 2008 junto con Fireflight y Hit The Lights, que han desempeñado los Winter X Games en Aspen con ESPN / Taco Bell.